# Józef Kotlarczyk
Józef Kotlarczyk   (Cracòvia, 13 de febrer de 1907 - Bydgoszcz, 28 de setembre de 1959) és un exfutbolista polonès de la dècada de 1930.
Fou 30 cops internacional amb la selecció polonesa amb la qual participà en els Jocs Olímpics d'Estiu de 1936.
Pel que fa a clubs, defensà els colors de Wisła Kraków.